# Доказательство от противного
Доказательство «от противного» (лат. contradictio in contrarium), или апагогическое косвенное доказательство, — вид доказательства, при котором «доказывание» некоторого суждения (тезиса доказательства) осуществляется через опровержение отрицания этого суждения — антитезиса.  Этот способ доказательства основывается на истинности закона двойного отрицания в классической логике.
Этот способ очень важен для математики, где существует много суждений, которые не могут быть доказаны по-другому.

## Схема доказательства
Доказательство утверждения {\displaystyle A} проводится следующим образом. Сначала принимают предположение, что утверждение {\displaystyle A} неверно, а затем доказывают, что при таком предположении было бы верно некоторое утверждение {\displaystyle B}, которое заведомо неверно.
Из определения импликации следует, что, если {\displaystyle B} ложно, то формула {\displaystyle \neg A\Rightarrow B} истинна тогда и только тогда, когда {\displaystyle \neg A} ложно, следовательно утверждение {\displaystyle A} истинно. 
Полученное противоречие показывает, что исходное предположение было неверным, и поэтому верно утверждение {\displaystyle \neg \neg A}, которое по закону двойного отрицания равносильно утверждению {\displaystyle A}.
В интуиционистской логике доказательство от противного не принимается, так же как не действует закон исключённого третьего.

## Примеры

### В математике
Доказательство иррациональности числа {\displaystyle {\sqrt {2}}}.
Допустим противное: число {\displaystyle {\sqrt {2}}} рационально, то есть представляется в виде несократимой дроби {\displaystyle {\frac {m}{n}}}, где {\displaystyle m} — целое число, а {\displaystyle n} — натуральное.
Возведём предполагаемое равенство в квадрат:
{\displaystyle {\sqrt {2}}={\frac {m}{n}}} {\displaystyle \Rightarrow } {\displaystyle 2={\frac {m^{2}}{n^{2}}}}, откуда {\displaystyle m^{2}=2n^{2}}.
Отсюда следует, что {\displaystyle m^{2}} чётно, значит, чётно и {\displaystyle m}; следовательно, {\displaystyle m^{2}} делится на 4, а значит, {\displaystyle n^{2}} и {\displaystyle n} тоже чётны.
Полученное утверждение противоречит несократимости дроби {\displaystyle {\frac {m}{n}}}.
Значит, исходное предположение было неверным, и {\displaystyle {\sqrt {2}}} — иррациональное число.

### В повседневной жизни
Врач, разъясняя пациенту что тот не болен гриппом, может использовать такие рассуждения: «Если бы вы действительно были больны гриппом, то у вас была бы повышена температура, был заложен нос и т. д. Но всё это у вас отсутствует, значит, нет и гриппа».